# أندي ليفينغستون
أندي ليفينغستون (بالإنجليزية: Andy Livingston)‏ هو لاعب كرة قدم أمريكية أمريكي، ولد في 21 أكتوبر 1944 في يوفاولا في الولايات المتحدة.

## وصلات خارجية
- أندي ليفينغستون على موقع مرجع كرة القدم المحترفة.كوم (الإنجليزية)